# 1975 في الهند
فيما يلي قوائم الأحداث التي وقعت خلال عام 1975 في الهند.

## سياسة

### تعيين في المنصب
- 30 نوفمبر – أنديرا غاندي وزير الدفاع الهندي [الإنجليزية]‏.

### انتهاء فترة المنصب
- 20 ديسمبر – أنديرا غاندي وزير الدفاع الهندي [الإنجليزية]‏.

## ظهور
- 1 يناير – إنديا توداي

## أفلام
من الأفلام التي صدرت هذه السنة في الهند:
- 15 أغسطس – الشعلة من إخراج راميش سيبي.

## مواليد

### يناير
- 1 يناير – سونالي بندر
- 1 يناير – واريس أهلواليا
- 18 يناير – مونيكا بيدي ممثلة هندية.
- 31 يناير – بريتي زينتا

### مارس
- 28 مارس – أكشاي خانا ممثل هندي.
- 28 مارس – ساندهيا مريدول ممثلة هندية.

### يونيو
- 8 يونيو – شيلبا شيتي
- 9 يونيو – أميشا باتيل ممثلة هندية.

### أغسطس
- 5 أغسطس – كاجول ممثلة أفلام هندية.

### نوفمبر
- 19 نوفمبر – سوشميتا سين

### ديسمبر
- 9 ديسمبر – دينو موريا ممثل هندي.
- 19 ديسمبر – ماهي كل ممثلة هندية.

## وفيات

### أبريل
- 17 أبريل – سارفيبالي راذاكريشنان (مواليد 1888)

### أكتوبر
- 27 أكتوبر – البركتي (مواليد 1911)